# 阿库尔 (厄尔省)
阿库尔（法語：Harcourt，法語發音：[aʁkuʁ]）是法国厄尔省的一个市镇，属于贝尔奈区。

## 地理
阿库尔（49°10'1"N, 0°47'11"E）面积15.2 平方千米，位于法国诺曼底大区厄尔省，该省份为法国北部内陆省份，北起滨海塞纳省，西接奧恩省和卡爾瓦多斯省，南至厄尔-卢瓦省，东临瓦兹省、瓦兹河谷省和伊夫林省。
与阿库尔接壤的市镇（或旧市镇、城区）包括：卡勒维尔、布里奥讷、拉艾德卡勒维尔、拉讷维尔迪博斯克、蒂布维尔、里勒河畔纳桑德尔。
阿库尔的时区为UTC+01:00、UTC+02:00（夏令时）。

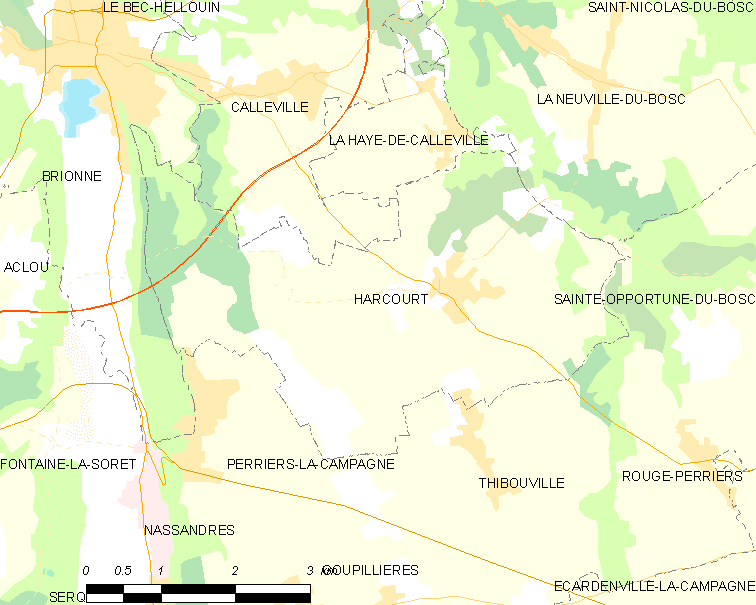
阿库尔的OSM定位图

## 行政
阿库尔的邮政编码为27800，INSEE市镇编码为27311。

## 政治
阿库尔所属的省级选区为布里奥讷县。

## 人口

1962-2008年间阿库尔人口变化图示

阿库尔于2022年1月1日时的人口数量为1076人。